# Abahn Sabana David
Abahn Sabana David est un roman de Marguerite Duras paru le 17 juin 1970 aux éditions Gallimard et adapté l'année suivante au cinéma sous le titre Jaune le soleil.

## Résumé
Sabana et David viennent un soir dans la maison du juif Abahn, située dans une banlieue ouvrière de la ville fictive Staadt, pour le garder jusqu'à son exécution prévue pour cette nuit. Ils sont envoyés par un parti d'une orientation communiste et qui est seulement nommé après leur chef, Gringo. On n'apprend pas plus du contexte politique, sauf quelques allusions aux chambres à gaz, aux camps soviétiques, ou au printemps de Prague.
Abahn est un écrivain qui avait fait la connaissance de David quand il écrivait sur le chantier sur lequel le maçon David travaille. Abahn était militant du parti de Gringo, mais il est parvenu à se libérer de toute idéologie totalitaire. C'est pour cette raison que Gringo a décidé qu'Abahn doit mourir.

## Éditions
- Éditions Gallimard, 1970  (ISBN 978-2-07-026965-5)[1].